# Karine Hervieu
Pour les articles homonymes, voir Hervieu.
Karine Hervieu (née le 24 février 1982) est une athlète française spécialiste du lancer de javelot. D'abord licenciée à l'EA Louviers, elle quitte ce club pour le CA Montreuil 93 en 2006 ; elle entraîne alors en même temps qu'elle s'entraîne les jeunes catégories de son nouveau club.

## Carrière

### Palmarès
| Date | Compétition                   | Lieu      | Résultat | Performance |
| ---- | ----------------------------- | --------- | -------- | ----------- |
| 2003 | Championnats de France jeunes | Niort     | 3e       | 47,81 m     |
| 2005 | Jeux de la Francophonie       | Niamey    | 3e       | 51,34 m     |
| 2007 | Meeting de Montgeron-Essonne  | Montgeron | 2e       | 47,60 m     |
| 2007 | Meeting des sangliers         | Compiègne | 1re      | 52,68 m     |
| 2007 | Championnats de France        | Niort     | 3e       | 54,08 m     |
| 2009 | Championnats de France        | Compiègne | 1re      | 51,61 m     |

### Records
| Épreuve           | Performance | Lieu  | Date        |
| ----------------- | ----------- | ----- | ----------- |
| Lancer de javelot | 54,08 m     | Niort | 4 août 2007 |